# ریورتون (اورگن)
ریورتون (به انگلیسی: Riverton) یک منطقهٔ مسکونی در ایالات متحده آمریکا است که در اورگن واقع شده‌است. ریورتون ۷٫۰۱ متر بالاتر از سطح دریا واقع شده‌است.